# Chinchorro-mummies

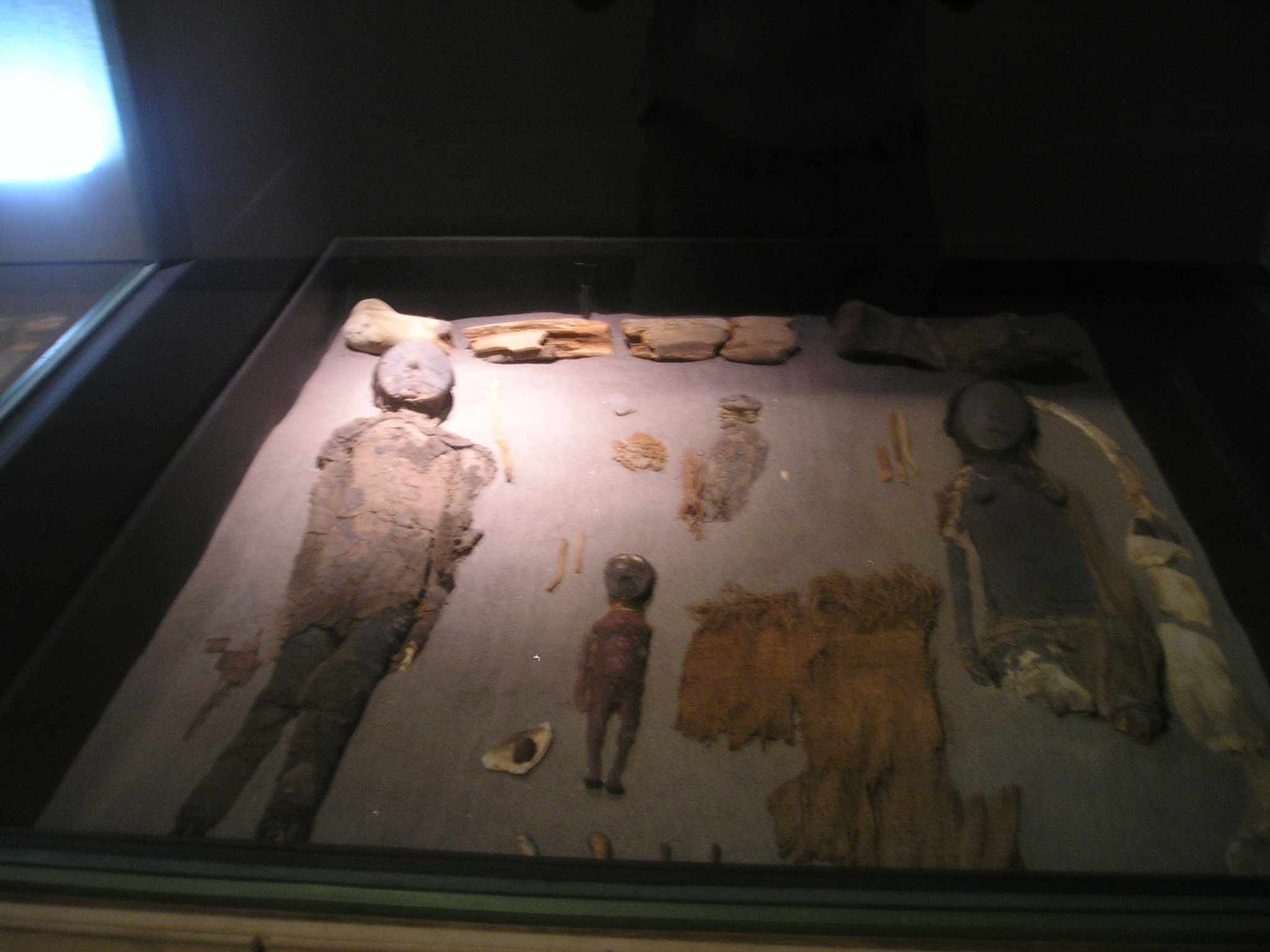
Chinchorro-mummies in het Museum van San Miguel de Azapa, Chili

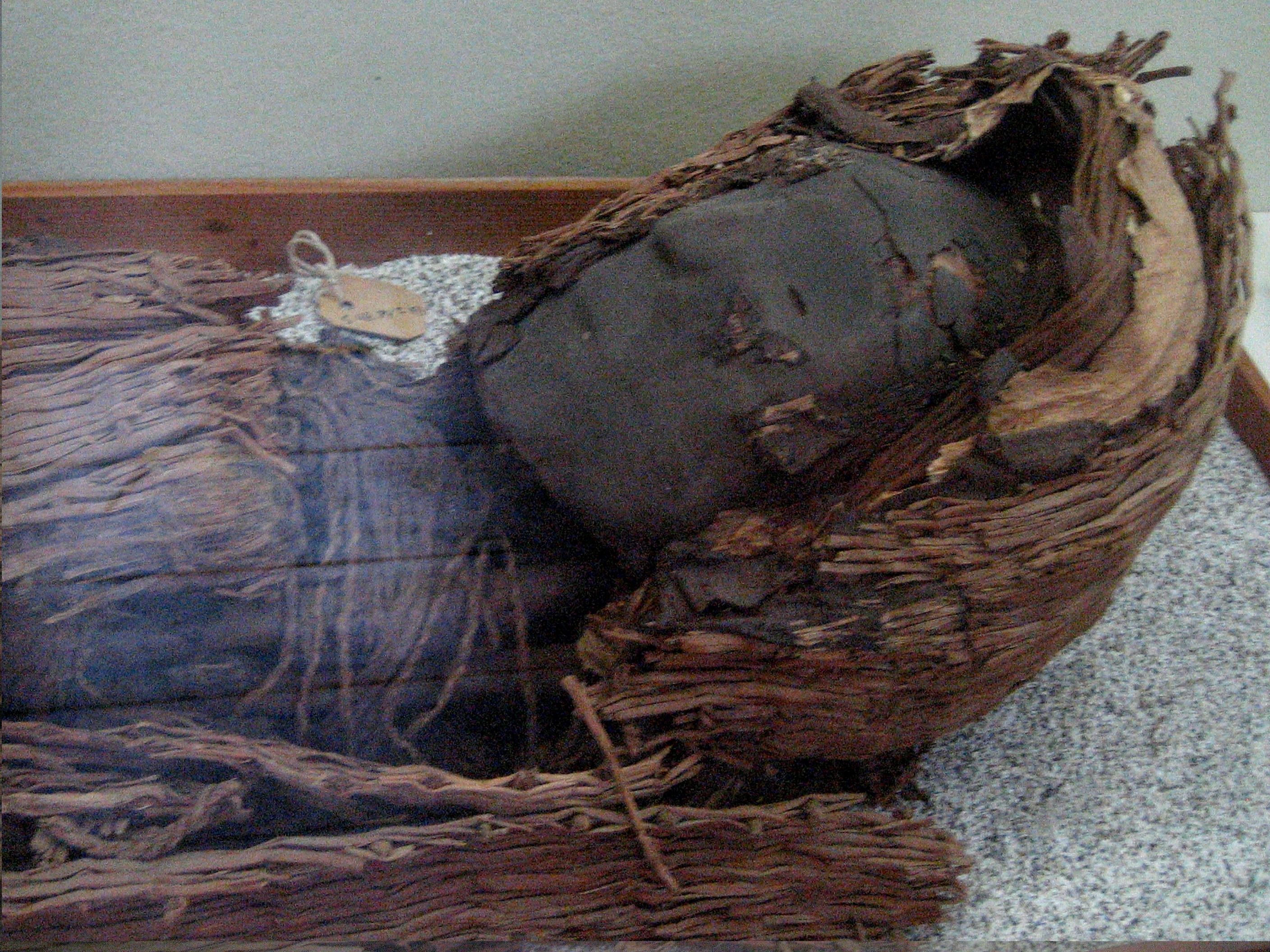
Hoofd van een Chinchorro-mummie

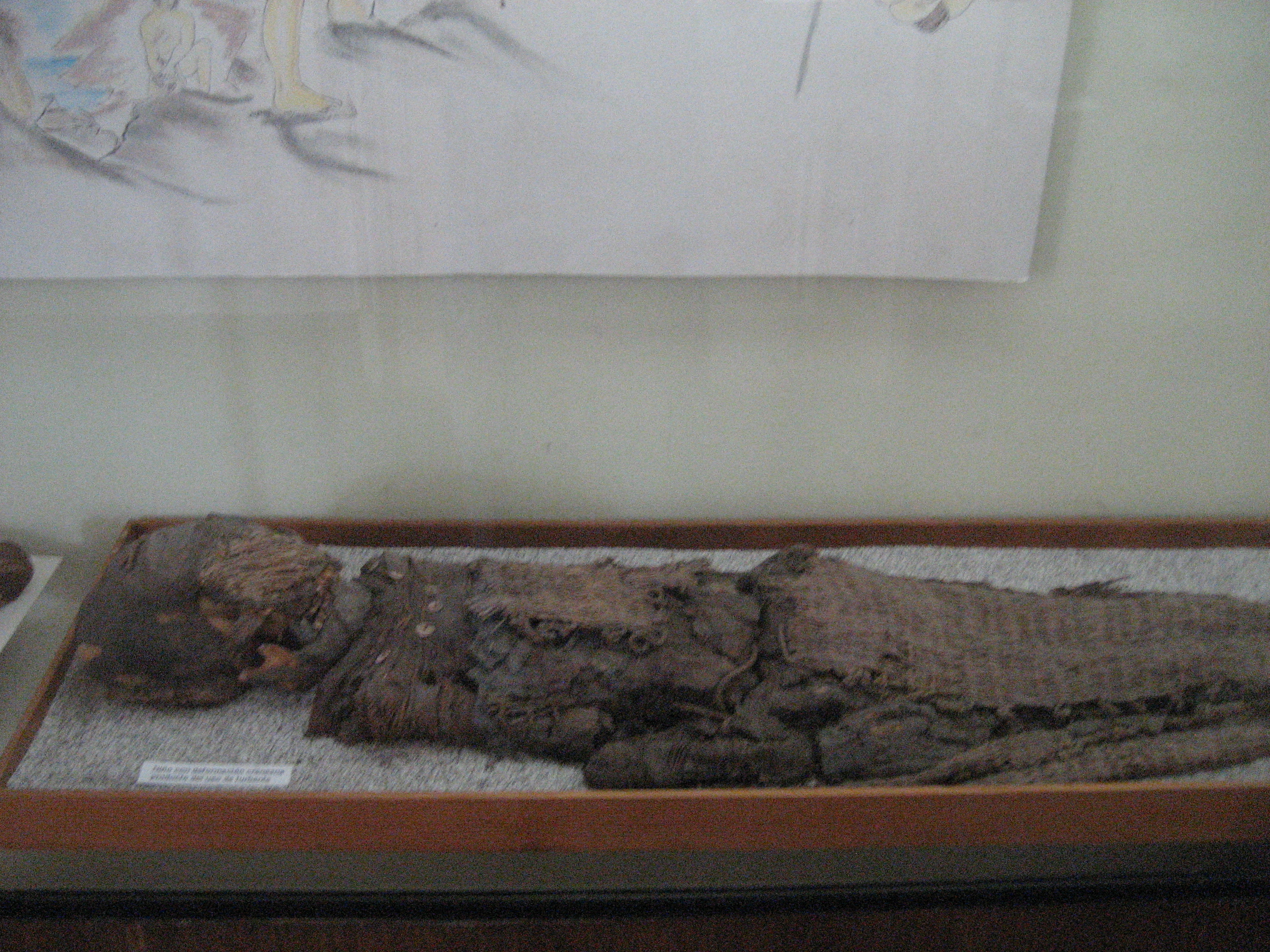
Chinchorro-mummie, Noord-Peru

De Chinchorro-mummies zijn gemummificeerde resten van individuen uit de Zuid-Amerikaanse Chinchorro-cultuur, gevonden in wat nu het noorden van Chili is. Zij zijn de oudste voorbeelden van kunstmatig gemummificeerde menselijke overblijfselen, gedateerd tweeduizend jaar voor de Egyptische mummies. Terwijl de vroegste mummie die is gevonden in Egypte dateert rond 3000 v.Chr., komt de oudste antropogeen bewaarde Chinchorro-mummie uit ongeveer 5050 v.Chr..
De oudste natuurlijk bewaarde Chinchorro-mummie werd gevonden in de Atacamawoestijn en dateert uit 7020 v.Chr..
Wetenschappelijke onderzoeken toonden aan dat 90% van het dieet van het volk uit vis en zeevruchten bestond. In de dorre rivierdalen van de Andes bevonden zich vele geïsoleerde oude vissersculturen, maar de Chinchorro waren uniek in hun toewijding tot het behoud van hun doden.

## Mummificaties
Terwijl veel culturen over de hele wereld zich enkel richtten op het conserveren van de dode elite, werd bij de Chinchorro mummificatie uitgevoerd op alle leden van de samenleving. Dit is aangetoond door de mummificatie van leden van de samenleving die niet direct bijdroegen aan de algemene welvaart, zoals bejaarden, kinderen, zuigelingen en zelfs foetussen. Dit maakt de mummies archeologisch van groot belang. In veel gevallen hebben juist kinderen en baby's de meest uitgebreide mummificatiebehandelingen gekregen.

### Chronologie
29% van de tot nu toe gevonden Chinchorro-mummies waren het resultaten van natuurlijke mummificatieprocessen. Kunstmatige mummificatie wordt gedacht omstreeks 5000 v.Chr. te zijn begonnen en bereikte rond 3000 v.Chr. een hoogtepunt. Vaak werden Chinchorro-mummies uitgebreid voorbereid door de inwendige organen te verwijderen en te vervangen door plantaardige vezels of dierenhaar. In sommige gevallen werden huid en vlees van het dode lichaam verwijderd en door klei vervangen.
Koolstofdatering laat zien dat de oudste gevonden antropogeen gemodificeerde Chinchorro-mummie van een kind in de Camaronesvallei, ongeveer 97 kilometer ten zuiden van Arica in Chili, dateert uit ongeveer 5050 v.Chr. De mummies werden tot ongeveer 1800 v.Chr. gemaakt.

### Onderzoek
Sinds de Duitse archeoloog Max Uhwe in 1914 zijn onderzoek begon, zijn er door archeologen 282 Chinchorro-mummies gevonden. In Morro-I, aan de voet van de Morro de Arica werden 96 lichamen ontdekt op de meestal losse zandgrond aan de helling. Er werd 55 volwassenen gevonden (27 vrouwen, 20 mannen, 7 onbekend) en 42 kinderen (7 vrouwelijk, 12 mannelijk en 23 onbekend). Dit duidde aan dat er Chinchorro ook geen voorkeur gaven aan geslacht.
De mummies kunnen hebben gediend als een middel om de ziel te helpen om te overleven, zonder dat de lichamen de levenden schrik aanjoegen. Een meer algemeen aanvaarde theorie is dat er een soort voorvadercultus was aangezien er bewijzen zijn dat de mummies meereisden met de groep en tijdens grote rituelen op ereplaatsen werden gezet en de uiteindelijke begrafenis werd uitgesteld. Ook werden de lichamen (die altijd in de verlengde positie werden gevonden) uitgebreid versierd en gekleurd (zelfs later opnieuw geschilderd) en vermoedelijk versterkt en verstevigd om op rietvullingen te kunnen worden gedragen en getoond. Echter, aangezien de samenleving in het prekeramisch tijdperk nog geen gebruik maakte van keramische potten en eveneens een beetje nomadisch was, is het moeilijk om aan de hand van de archeologische gegevens de redenen te bepalen waarom de Chinchorro het noodzakelijk achtten om de doden te mummificeren. 
Onderzoeken van het dna van de leden van de Chinchorro-cultuur determineerden hen tot de Haplogroep A2. Dr. Bernardo Arriaza, een Chileens fysisch antropoloog, droeg heel wat bij tot het onderzoek met verschillende publicaties vanaf 1984 waaronder het boek "Beyond Death: The Chinchorro Mummies of Ancient Chile" uit 1995.

### Preparatie van de mummies
Terwijl de algehele manier waarop de Chinchorro hun doden mummificeerden veranderde in de loop der jaren, bleven verschillende eigenschappen constant doorheen hun geschiedenis. In opgegraven mummies vonden archeologen huid en alle zachte weefsels en organen, waaronder de hersenen, verwijderd uit het lijk. Nadat de zachte weefsels waren verwijderd, werden de botten versterkt met staken, terwijl de huid gevuld werd met plantaardige stoffen voordat het lichaam weer werd samengesteld. De mummie kreeg een masker van klei, zelfs als de mummie al volledig met droge klei bedekt was, een proces waarbij het lichaam in riet werd verpakt om 30 tot 40 dagen uit te drogen.

### Technieken
Max Uhle categoriseerde de soorten mummificatie die hij zag in drie categorieën: eenvoudige behandeling, complexe behandeling en met modder beklede mummies. Hij geloofde dat deze technieken zich chronologisch voordeden, waardoor het mummificatieproces steeds complexer werd naarmate de tijd verstreek. Sindsdien hebben archeologen deze uitleg uitgebreid en kwamen (over het algemeen) de volgende typen mummificatie overeen: natuurlijke, zwarte, rode, met modder beklede en met banden omwonden mummies. De mummificatie kan volgens archeologen uit de Andes ook worden ingedeeld als uitwendig bereide mummies, inwendig bereide mummies (zoals de Egyptische farao’s) en gereconstrueerde mummies (de Chinchorro). Verder blijkt dat verschillende types mummificatie elkaar overlappen en mummies van verschillende types werden gevonden in hetzelfde graf. De twee meest voorkomende technieken die gebruikt werden bij de mummificatie van Chinchorro waren de zwarte en de rode mummies.

#### Natuurlijke mummificatie
Van de 282 tot nu toe gevonden Chinchorro-mummies waren er 29% resultaat van het natuurlijke mummificatieproces (7020 v.Chr.-1300 v.Chr.). In Noord-Chili zijn de milieuomstandigheden zeer gunstig voor natuurlijke mummificatie. De bodem is zeer rijk aan nitraten, die in combinatie met andere factoren, zoals de droogheid van de Atacamawoestijn, organisch behoud verzekeren. De aanwezige zouten stoppen bacteriële groei en de hete, droge condities vergemakkelijken een snelle uitdroging en verdampen alle lichaamsvloeistoffen van de lijken. Zachte weefsels zullen als gevolg daarvan drogen voordat ze vervallen en zo blijft een natuurlijk bewaarde mummie over. Wat ook opgemerkt moet worden is dat hoewel de Chinchorro-mensen de overledenen niet kunstmatig mummificeerden, de lichamen steeds begraven werden gewikkeld in riet en met gebruiksvoorwerpen in het graf.

#### Zwartemummietechniek
Bij de "zwarte mummies" (5000 tot 3000 v. Chr.) werd het lichaam van de dode persoon uit elkaar gehaald, behandeld en terug samengesteld. Het hoofd, de armen en de benen werden van de romp verwijderd en vaak werd ook de huid verwijderd. Het lichaam werd in de hitte gedroogd en het vlees en weefsel werden volledig van het bot gestript door middel van stenen gereedschap. Er is bewijs dat de botten gedroogd werden met hete as of kolen. Na het opnieuw samenstellen werd het lichaam bedekt met een witte pasta van assen, waarbij de gaten met onder meer gras, assen en dierenhaar gevuld werden. De pasta werd ook gebruikt om de normale gezichtsfuncties van de persoon in te vullen. De huid van de persoon (met inbegrip van gezichtshuid met een pruikbevestiging van kort zwart menselijk haar) werd op het lichaam, soms in kleinere stukken, soms bijna in zijn geheel teruggevonden. Vervolgens werd de huid (of bij kinderen die vaak de huidlaag misten, de witte aslaag) geverfd met zwarte mangaan die de kleur aan de mummie gaf.

#### Rodemummietechniek
De "rodemummietechniek" (2500 tot 2000 v.Chr.) was een techniek waarbij, in plaats van het lichaam te demonteren, veel insnijdingen werden gemaakt in de romp en schouders om de inwendige organen te verwijderen en de lichaamsholte te drogen. Het hoofd werd van het lichaam afgesneden zodat de hersenen verwijderd konnen worden, waarna de huid opnieuw werd opgeplakt en vaak gewoon met een kleimasker werd bedekt. Het lichaam werd verpakt met verschillende materialen om het terug te brengen naar wat normalere afmetingen, stokken werden gebruikt om het lichaam te versterken en de incisies werden dichtgenaaid met behulp van rietkoord. Het hoofd werd teruggeplaatst op het lichaam, deze keer met een pruik gemaakt van kwastjes van menselijk haar tot 60 cm lang. Een "hoed" gemaakt van zwarte klei hield de pruik op zijn plaats. Behalve de pruik en vaak het (zwarte) gezicht, werd alles dan met rode oker geschilderd.

#### Modderbekleding
Een andere stijl van Chinchorro-mummificatie was de modderbekleding (3000-1300 v.Chr.). Ecologisch gezien was het gebied ten tijde van de Chinchorro-cultuur relatief stabiel. Milieuwetenschappers suggereren dat het ongelooflijke behoud van deze mummies ook werd beïnvloed door de evolutie van de bodem en creatie van klei en gips, die fungeerden als cementmiddelen en het laatste ook als een natuurlijke droogmiddel. De vormbare klei zorgde ervoor dat de begrafenisverantwoordelijken de kleurrijke verschijningen van mummies konden creëren met de extra bonus van het feit dat de vieze geur van de drogende mummie bedekt zou worden. De organen van de doden hoefden niet meer verwijderd te worden. In plaats daarvan werd een dikke laag modder en zand samen met een bindmiddel zoals ei of vislijm gebruikt om de lichamen te bedekken. Na voltooiing werden de mummies in hun graven gecementeerd. De verandering in stijl kan afkomstig zijn door blootstelling aan buitenstaanders en hun verschillende culturen of van de associatie van ziekte met de rottende lijken.

#### Bandagetechniek
De bandagetechniek (vermoedelijk 2620-2000 v.Chr., maar er is een geen exacte koolstofdatering) werd alleen gevonden bij drie zuigelingen. De techniek is een mix van de zwarte- en rodemummietechnieken, waarbij het lichaam uit elkaar werd genomen en versterkt in de stijl van zwarte mummies maar het hoofd werd behandeld op dezelfde manier als de rode mummies. In de plaats van klei werd dierlijke en menselijke huid gebruikt om het lichaam te verpakken. Verder werden de lichamen beschilderd met rode oker terwijl de hoofden werden geverfd met zwarte mangaan.

### Tatoeëring
Ten minste één Chinchorro-mummie draagt kenmerken uit de oudheid van het tatoeëren in de regio. De overblijfselen van een man met een snorachtige stippellijn die over zijn bovenlip getatoeëerd is dateert uit de periode 1880 +/-  tot 100 v.Chr. en wordt gezien als het oudste directe bewijs van tatoeëren in Amerika en het vierde oudste bewijs in de wereld.